# Platges d'Asteiro, Canares i El Pariso
Les platges de Asteiro, Canares i El Pariso es troben en el conceyu asturià de Navia i pertany a la localitat asturiana de Vigo. La més coneguda és la de «Asteiro o La Chuzia» que és un pedrer d'una longitud d'uns 25 m, una amplària mitjana d'uns vuit m i de forma triangular sent la més gran de les tres. El seu entorn és rural, amb un grau d'urbanització mitjà i una perillositat mitjana. L'accés per als vianants és d'uns cinc-cents m de longitud. Asteiro, la més coneguda, té forma de cala allargada amb penya-segats verticals i al fons s'obre en forma de petxina envoltada de pasturatges pel que, encara que no pot considerar-se com a platja convencional, els veïns de Santa Marina i Vigo (d'Astúries) la solen utilitzar. Les platges de «Canares» i «El Pariso» la utilitzen pescadors de canya però en petit nombre.
Per accedir a elles cal partir de la localitat de Vigo (d'Astúries) i el camí per a les tres part des del mateix centre del poble podent aparcar molt prop de qualsevol de les tres platges però el final del camí cal fer-ho a vaig piular. Per les seves proximitats passa la «senda costanera» fins a la localitat de Barayo i a les proximitats de Puerto de Vega. Si bé les úniques activitats que es poden fer en aquestes platges són la pesca recreativa i la submarina, no és recomanable baixar a elles per la perillositat del descens.